# Drenovac Radučki
Drenovac Radučki is een plaats in de gemeente Gospić in de Kroatische provincie Lika-Senj. De plaats telt 1 inwoners (2001).